# متنزه بيسكلي فولز الحكومي
حديقة بيكسلي فولز الحكومية، تبلغ مساحته 375 أكر (1.52 كـم2) حديقة ولاية نيويورك الواقعة في مدينة بونيفل في مقاطعة أونيدا، نيويورك، الولايات المتحدة. تقع الحديقة على طريق ولاية نيويورك 46 ويبلغ 18 ميل (29 كـم) شمال روما 6 ميل (9.7 كـم) جنوب غرب بونفيل، بالقرب من مجتمع هيرلبوتفيل.

## مرافق
تفتح الحديقة طوال العام ، وتحصل على اسمها من 50 قدم (15 م) شلال يسمى شلالات بيكسلي، يمكن الوصول إليه عبر مسار قصير للمشي لمسافات طويلة. توفر الحديقة المشي وصيد الاسماك والصيد الموسمي والتزلج الريفي على الثلج . تحتوي الحديقة على تلال مشجرة شديدة الانحدار، وجدول سمك السلمون المرقط الجبلي ومسار يمتد على طول أنقاض قناة النهر الاسود التي تعود إلى القرن19.
لم يعد يُسمح بالتخييم ، الذي كان يُسمح به مرة واحدة فقط ، منذ أن أصبحت للاستخدام اليومي في سنة 2010.

## روابط خارجية
- New York State Parks - Pixley Falls State Park
- Pixley Falls State Park map